# Saffranstrupial
Saffranstrupial (Xanthopsar flavus) är en starkt utrotningshotad våtmarkslevande fågel i familjen trupialer.

## Utseende och läten
Saffranstrupialen är en 18 cm lång gulsvart trupial. Hanen har lysande guldgult på huvud, mindre vingtäckare, övergump och undersida. Den är svart på nake, ovansida, stjärt och tygel. Näbben är slank och svart. Honan har sotstreckat olivbrun hjässa och ovansida. På huvudet syns sotbrunt på ögonstreck och örontäckare, medan den är gul på övergump, mindre vingtäckare, undersida och ögonbryn. Sången är explosiv och ljus innehållande en kort drill, medan lätet är ett hårt "tchep".

## Utbredning och systematik
Fågeln förekommer i Paraguay, sydöstra Brasilien, Uruguay och nordöstra Argentina. Den placeras som enda art i släktet Xanthopsar och behandlas som monotypisk, det vill säga att den inte delas in i några underarter.

## Status
Saffranstrupialen minskar kraftigt i antal och dess utbredningområde krymper successivt. Beståndet uppskattas till mellan 1500 och 7000 vuxna individer. IUCN kategoriserar arten som starkt hotad.

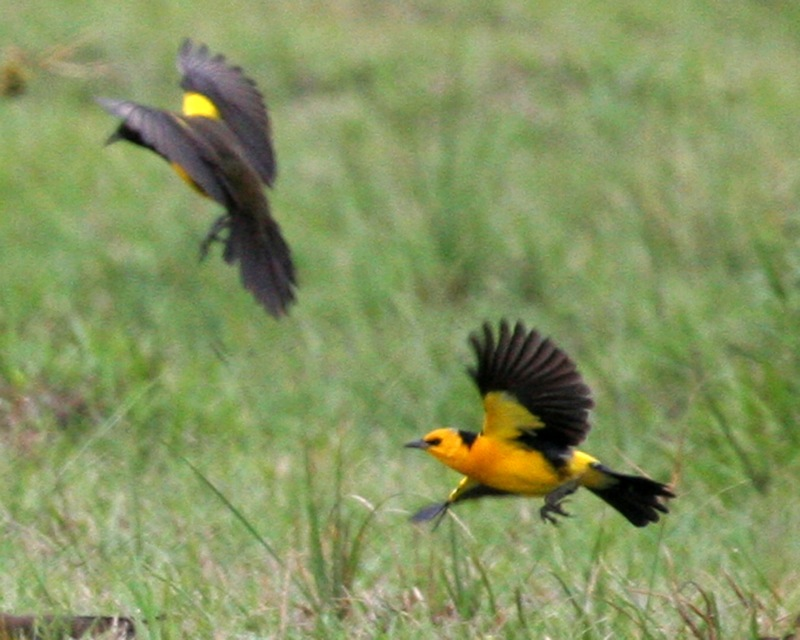
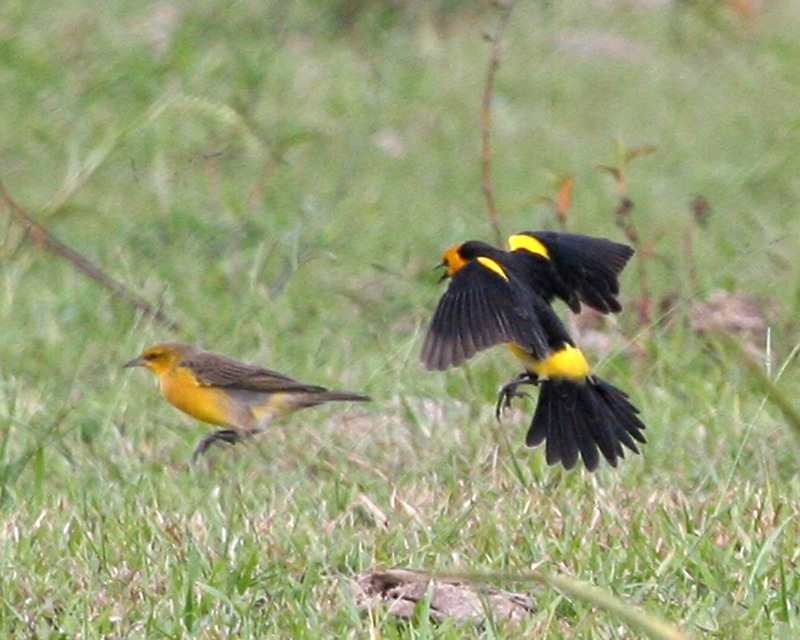
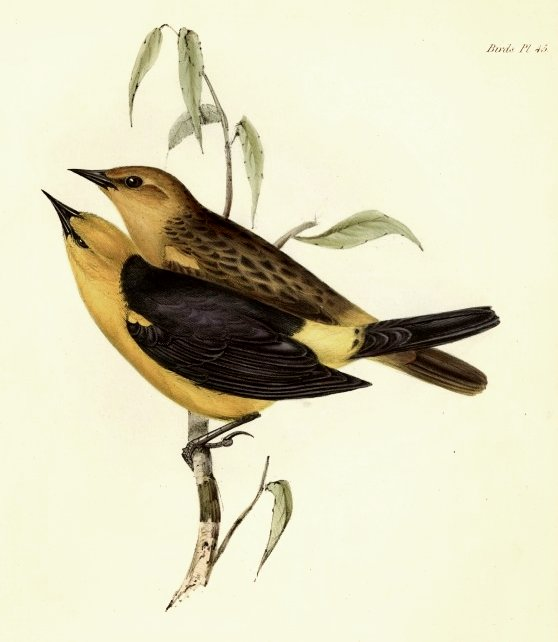